# Gobierno Regional de Ayacucho
El Gobierno Regional de Ayacucho es el órgano con personalidad jurídica de derecho público y patrimonio propio, que tiene a su cargo la administración superior del departamento de Ayacucho, Perú, y cuyo finalidad es el desarrollo social, cultural y económico. Tiene su sede en la capital regional, la ciudad de Ayacucho.
Está constituido por el Gobernador Regional y el consejo regional.

## Gobernador regional
Desde el 1 de enero de 2023 el órgano ejecutivo está conformado por:
- Gobernador Regional: Wilfredo Oscorima Núñez
- Vicegobernador Regional:

## Consejo regional
El consejo regional de la Región Ayacucho es un órgano de carácter normativo, resolutivo y fiscalizador, dentro del ámbito propio de competencia del Gobierno Regional, encargado de hacer efectiva la participación de la ciudadanía regional y ejercer las atribuciones que la Ley Orgánica de Gobiernos Regionales del Perú respectiva le encomienda.
Está integrado por 16 consejeros elegidos por sufragio universal en votación directa, de cada una de las 11 provincias del departamento, que duran 4 años en sus cargos. 

### Listado de consejeros regionales
| #  | Provincia   | Provincia            | Partido                | Consejero                  |
| -- | ----------- | -------------------- | ---------------------- | -------------------------- |
| 1  |             | Cangallo             | AGUA                   | Héctor Cárdenas Castro     |
| 1  | Wari Llaqta | Cangallo             | Wilmer Alarcón Alacote |                            |
| 2  |             | Huamanga             | Wari Llaqta            | Eduar Gutiérrez Patiño     |
| 2  | Wari Llaqta | Huamanga             | Leoncio Reyes Benites  |                            |
| 2  | AGUA        | Huamanga             | Teófilo Cuba Condori   |                            |
| 3  |             | Huanca Sancos        | AGUA                   | Maritza Cayampi Espillco   |
| 4  |             | Huanta               | AGUA                   | Julio Valdez Cárdenas      |
| 4  | Wari Llaqta | Huanta               | Luz Valdez Romani      |                            |
| 5  |             | La Mar               | Wari Llaqta            | Harlam Vila Espinoza       |
| 5  | AGUA        | La Mar               | Cristhian Sosa Ayala   |                            |
| 6  |             | Lucanas              | AGUA                   | Cristian Navarrete Lizarbe |
| 7  |             | Parinacochas         | AGUA                   | Johon Huachaca Amao        |
| 8  |             | Paucar del Sara Sara | AGUA                   | Yulisa Paytan Teves        |
| 9  |             | Sucre                | AGUA                   | Juan Meléndez Valencia     |
| 10 |             | Víctor Fajardo       | Wari Llaqta            | Cristian Palomino Cárdenas |
| 11 |             | Vilcashuamán         | AGUA                   | Vidal Palomino Cárdenas    |